# Burg Sponheim
Die Burg Sponheim, ursprünglich Spanheim genannt, ist die Ruine einer aus dem Mittelalter stammenden Spornburg am Rande des Hunsrücks auf der Gemarkung der Ortsgemeinde Burgsponheim im Landkreis Bad Kreuznach in Rheinland-Pfalz.

## Geographische Lage
Die Burg liegt bei 245 m ü. NN auf einem 250 Meter langen Bergsporn, der an der Süd- und Ostseite vom Ellerbach umflossen wird. Die heutige Burgruine wird von der etwa 130 Meter langen Spitze des Sporns getragen.

## Geschichte
Die Burg wurde erstmals 1127 durch zwei Urkunden erwähnt, damals war sie im Besitz von Meginhard von Sponheim, der sich erstmals Graf von Sponheim nannte. Sie wurde mit der Erbfolge an seine Nachfahren zum Stammsitz der Grafen von Sponheim.
Im 13. Jahrhundert verlor die Burg an Bedeutung als Stammsitz und wurde zum Sitz gräflicher Ministerialer.
Die Existenz einer Burgkapelle wird durch einen Ablassbrief aus dem Jahr 1300 belegt.
Nach dem Aussterben der Sponheimer ging der Besitz 1437 an die Markgrafen von Baden und die Grafen von Veldenz bzw. Pfalzgrafen bei Rhein. Eventuell führte eine Besetzung der Burg im Dreißigjährigen Krieg durch Ambrosio Spinola noch zu Zerstörungen.

## Beschreibung
Die Burg bestand umgeben von einer Ringmauer aus einem Palas, einem runden Wartturm, einem mächtigen quadratischen Bergfried, wohngerecht ausgerichtet mit Abortkammer, aufwändigem Fenster und Kamin. Der 22 Meter hohe Bergfried ist mit Buckelquadern erbaut und datiert grob in das späte 12. Jahrhundert. Er kann als Aussichtsturm bestiegen werden und bietet von seiner Plattform einen guten Blick auf Burgsponheim. Weitere Türme mit Buckelquadern finden sich nur südlich der Nahe.

## Sonstiges
Die Selige Jutta von Sponheim († 1136) und ihr Bruder, der Kölner Erzbischof Hugo von Sponheim († 1137), sollen auf der Burg geboren worden sein. Nachweise dazu gibt es nicht.

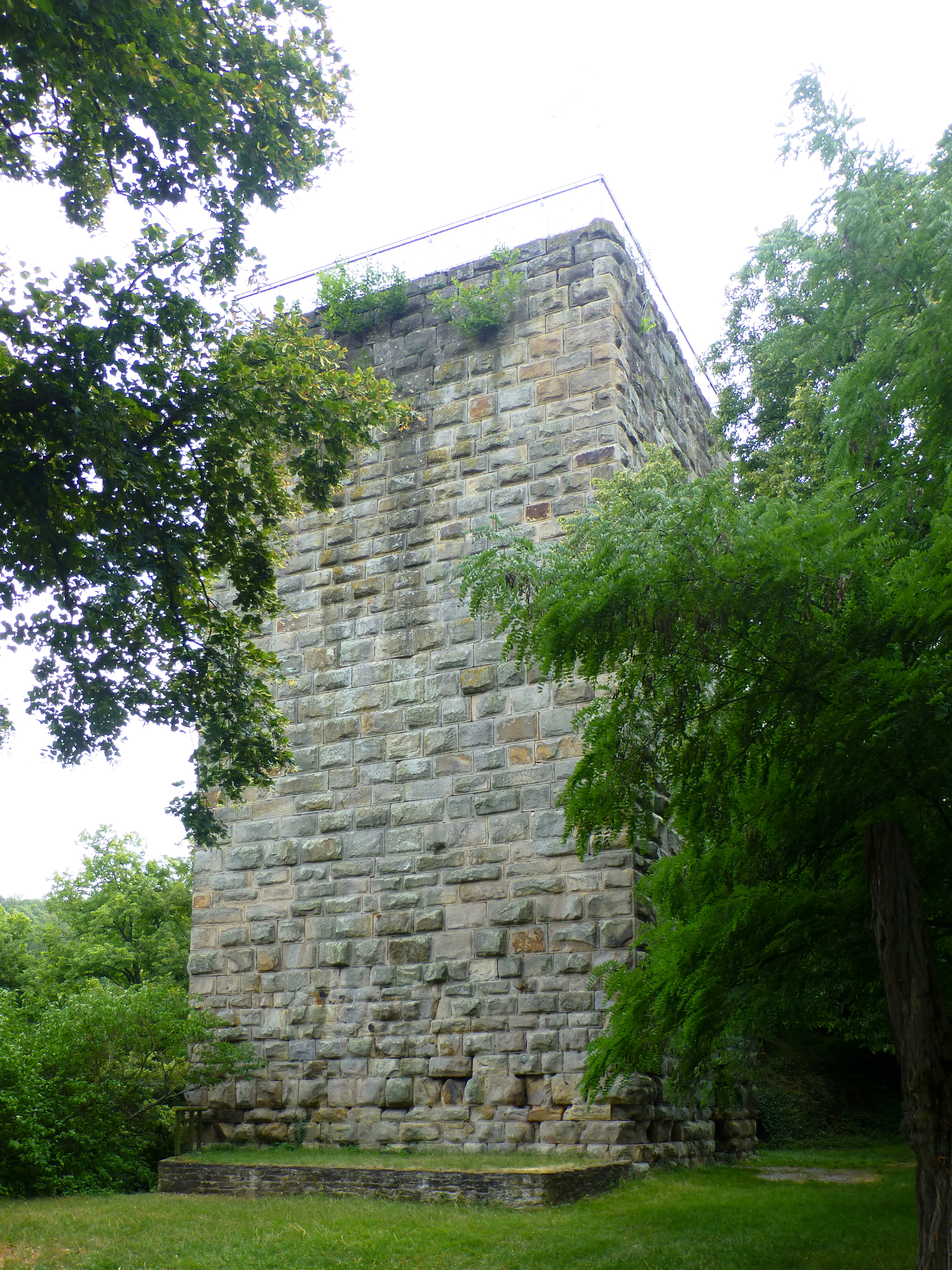
Wohnturm
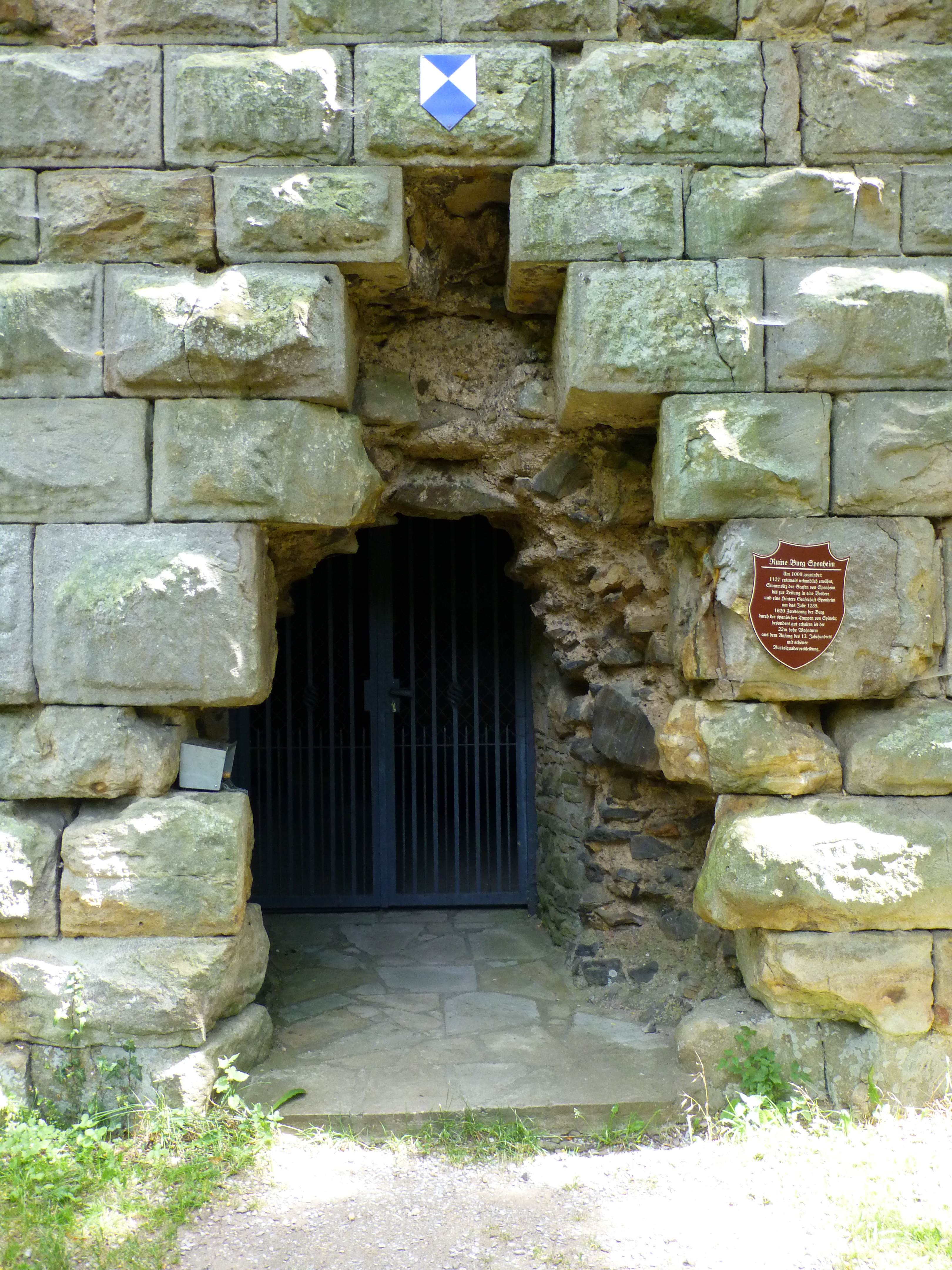
Eingang zum Wohnturm
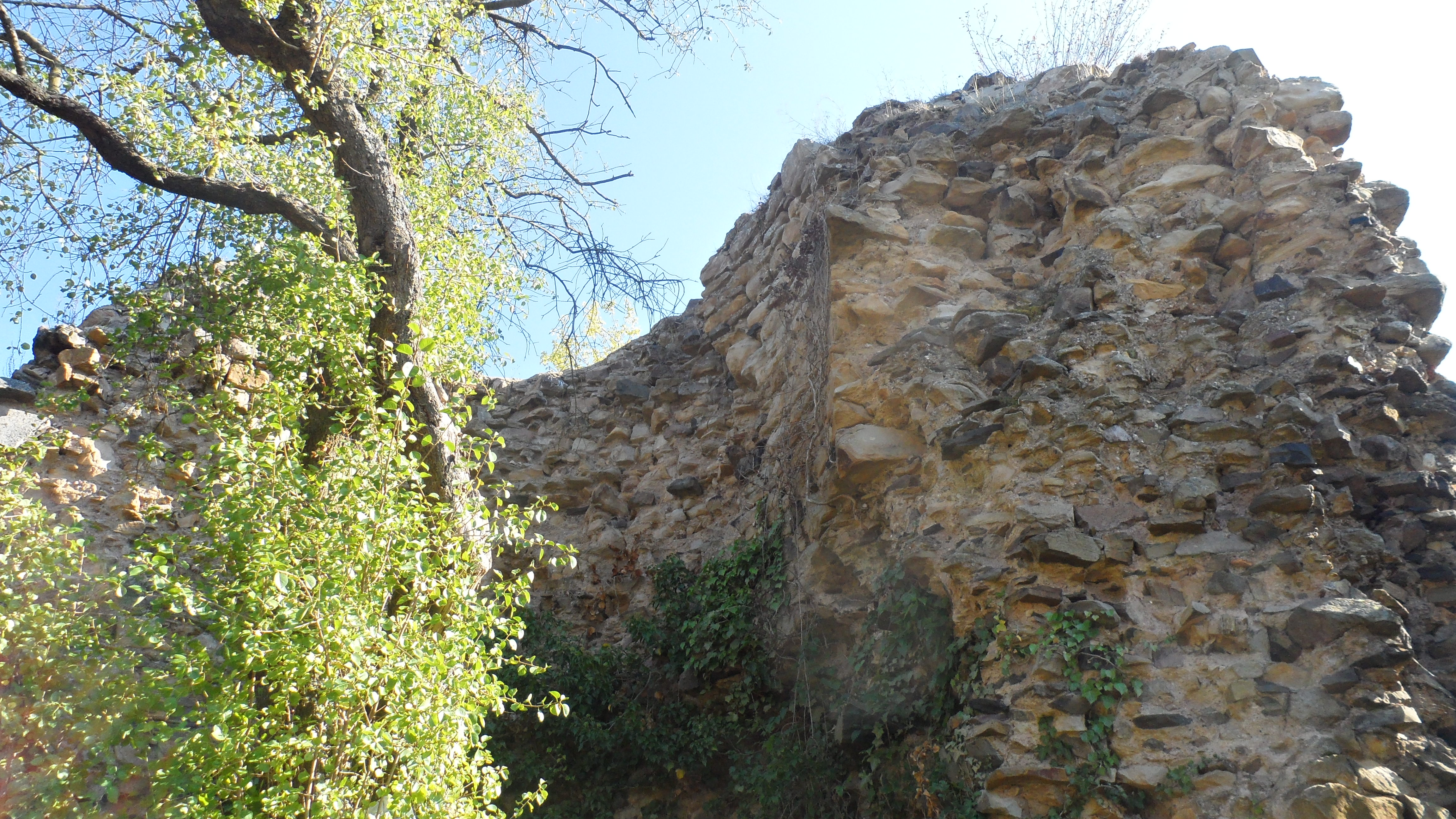
Rundturm
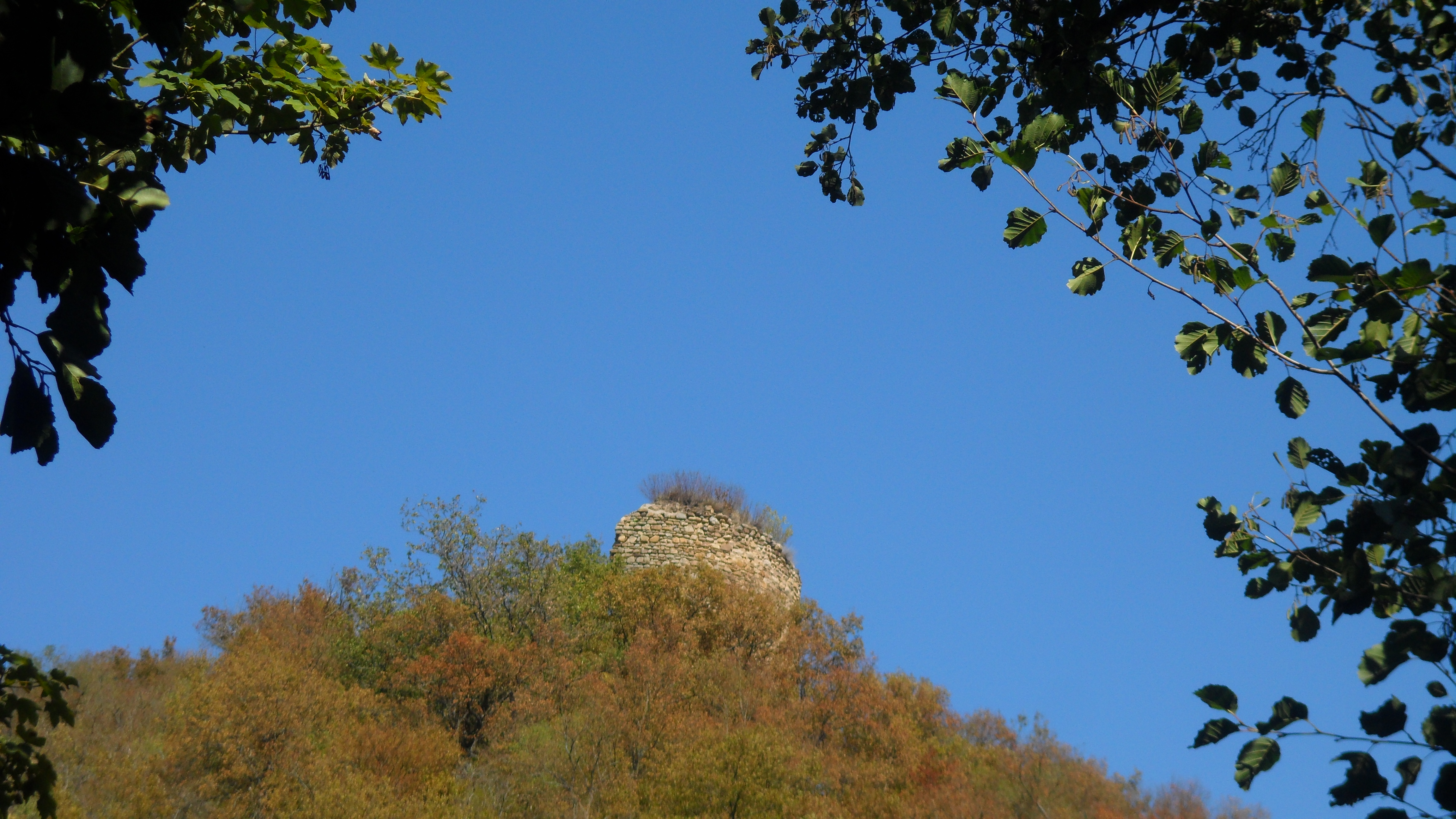
Blick vom Tal